# Грабовски, Ясмин
Ясмин Кюльбс (нем. Jasmin Külbs, р. 7 ноября 1991) — немецкая дзюдоистка, призёрка чемпионатов Европы и Европейских игр.

## Биография
Родилась в 1991 году. В 2014 году стала бронзовой призёркой чемпионата Европы. В 2015 году завоевала серебряную медаль Европейских игр.